# Вениамин (Басалыга)
Архиепископ Вениамин (англ. Archbishop Benjamin, в миру Василий Григорьевич Басалыга, англ. Basil Basalyga; 11 января 1887, Олифант, штат Пенсильвания — 15 ноября 1963, Нью-Йорк) — епископ Северо-Американской митрополии, архиепископ Питтсбургский и Западно-Вирджинский. Первый православный архипастырь, родившийся в Америке.

## Биография
Родился 11 января 1887 года в местечке Олифант, штат Пенсильвания в семье карпаторусских эмигрантов.
Видя устремление сына к духовной жизни, родители, несмотря на финансовые трудности сопряжённые с заботой о четырёх сыновьях и четырёх дочерях, решили отправить Василия в октябре 1897 года в только что открывшуюся Русскую православную миссионерскую школу в городе Миннеаполис, штат Миннесота.
Окончив курс миссионерской школы в 1902 году, Василий был назначен преподавателем подготовительных курсов при ней. В июле 1903 года переведён в Шарлеруа, штат Пенсильвания, где служил руководителем хора и учителем приходской школы, а в октябре 1904 года, в том же качестве, — в Михайловский храм в Питтсбурге.
В сентябре 1905 года решил продолжить богословское образование и поступил в Миннеаполисскую русскую православную семинарию, закончил шестилетний курс обучения за более короткий срок.
В 1910 году поступил послушником в Свято-Тихоновского монастыря в Саут-Кэйнане. 29 марта 1911 года в Тихоновском монастыре принял постриг с именем Вениамин. 2 апреля того же года в Бруклине был рукоположён во иеродиакона архиепископом Платоном (Рождественским), а 9 апреля в Свято-Тихоновском монастыре, им же, — во иеромонаха. Служил священником в различных общинах на востоке Америки.
В ноябре 1919 года возведён в сан игумена архиепископом Александром (Немоловским) с назначением благочинным Скрэнтонского благочиния в штате Пенсильвания. В ноябре 1920 года возведён в сан архимандрита.

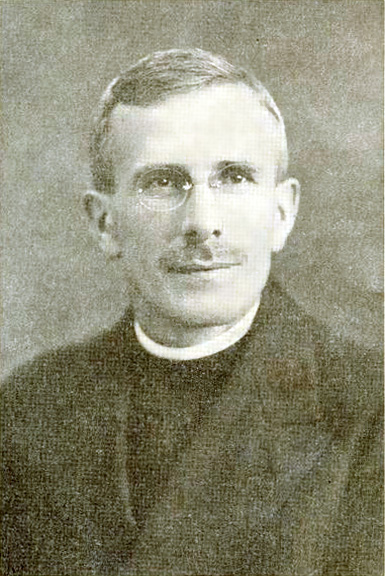
Вениамин Басалыга в 1930 году

15 декабря 1920 назначен администратором приходов Канады.
С 27 августа 1923 года — личный секретарь митрополита Платона (Рождественского).
9 сентября 1933 года был избран во епископа Собором епископов Митрополичьего округа.
10 сентября 1933 года в Нью-Йоркском Покровском соборе хиротонисан во епископа Питтсбургского и Западно-Вирджинского с кафедрой в Питтсбургском Михайловском соборе, став первым уроженцем Америки, возведённым в епископский сан в Православной Церкви. Хиротонию возглавил митрополита Феофил (Пашковский).
В 1935 году в связи с примирением Северо-Американской митрополии с Архиерейским синодом в Сремских Карловцах, вошёл в состав епископата Русской зарубежной церкви.
Был делегатом II Всезарубежного Собора Русской Православной Церкви заграницей проходивший в с 14 по 24 августа 1938 года в Сремских Карловцах, Югославия. Ввиду того что в Америке в то время не было ни одной православной семинарии, испросил у Сербского патриарха и югославского правительства позволение американским студентам получать бесплатное образование в Югославских богословских школах.
1 ноября 1946 года направлен в Токио (Япония), куда прибыл 7 января 1947 года, после чего в среде японской паствы усугубился раскол на большинство верующих которые приняли нового епископа из Америки и меньшинство объявившее свою верность Московской Патриархии; возглавлял Православную церковь в Японии с 1947 года по 1952 год, хотя некоторая часть продолжала пребывать в юрисдикции Московского патриархата.
В 1950 году VIII Собор Американской митрополии отметил достижения епископа Вениамина и принял решение о возведении его в сан архиепископа.
В 1953 года освобождён от управления церковью в Японии и вновь назначен архиепископом Питтсбургским и Западно-Вирджинским.
Скончался 15 ноября 1963 года в Нью-Йорке во время XI Собора Американской митрополии. Похоронен на кладбище Южно-Ханаанского Тихоновского монастыря, штат Пенсильвания.